# Bagge af Holmegaard
Bagge af Holmegaard var en norsk ätt från Bohus län, vilken anses härstamma från samma släkt som den ryktbara prosten Fredrik Bagge i Marstrand gjorde.
Ätten är liksom flertalet av de i Sverige adlade Baggeätterna av norsk härkomst men har inte med dem gemenskap.

## Vapen
Blasonering: En vapensköld i blått (blå), med en röd lindorm och till hjälmprydnad två väpnade armar hållande ett svärd.

## Historia
Peder Bagge blev stamfader för ätten Bagge af Holmegaard. Han dog den 8 februari 1606 och begrovs i Brastads gamla kyrka i Brastads socken i Bohus län. Peder Bagge är troligen identisk med Peder Jensen Bagge, som var Christiern Munks slottsfogde på Akershus, vilken 1553 sålde sin hustru Karen Nielsdotters andel i en gård i Hof socken i Toten till magister Torbjørn Olsen. År 1569 fick Peder Bagge behålla sin svärmors gods, trots att fadern Peder Pedersen Rytter blivit anklagad för landsförräderi. 
Peder Bagge adlades 1582 kung Fredrik II av Danmark på Henrik Gyldenstiernes rekommendation och beviljades 1589 med kronans del av Stångenäs Sockens tionde taxering. Han beseglade 1591 års adelshyllning. Peder Bagge var fader till Mads Bagge af Holmegaard (til Holmegaard, Borregaard och Veseoch) och Margrethe Pedersdatter Bagge af Holmegaard, som var död den 31 juli 1616.
Mads Bagge var 1599 slottsfogde på Akershus, utsedd till skeppsmästare under 1601-1611, beviljades 1606 del av tiondet från Stångenäs socken efter fadern och erhöll samma år lagfart på Borregaard. Han levde ännu 1635 men var död 1639, då man höll skifte efter honom.
Då Peder Bagge var herre på Holma, gästades han den 29 december 1589 av kung Jakob VI av Skottland (den olyckliga Maria Stuarts son sedermera konung av England under namnet Jakob I) samt hans gemål, prinsessan Anna av Danmark (Christian IV syster, med vilken han kort innan hållit bröllop i Oslo). Det finns en förteckning som i detalj utvisar hur gästerna med följen var inkvarterade.
På svärdssidan dog ätten ut med Mads Bagge före 1639 och på spinnsidan med Karen Bagge 1689.

### Sätesgård inom ätten
Holma säteri, ursprungligen kallat Holmegaard, var en godssamling i Bohus län, som omkring 1600 var en av länets största gods och omfattades, förutom av sätesgården Holma i Brastads socken, av 38 gårdsbruk, fördelat i Brastad, Bokenäs, Håby, Hede, Kville, Vrem, Svenneby, Bottna, Lur och Skee socknar.
Holma nämnes första gången i ett brev den 11 januari 1425, då flera andliga och världsliga herrar samlas för att bevittna och besegla ett pantbrev, utställt av kung Erik av Pommern och hans hustru Drottning Margareta. I slutet av samma århundrade är Holma antecknat som frälsegods. Tidigast kända ägare är Henrik Friis känd 1489-1494 som skriven till Holma. Han torde vapenbilden ha hört till "Schackavleätten". Sedan gick godset genom flera danska och norska frälserätter. Under slutet av det följande seklet har godset genom gifte kommit i fogden i Viken Peder Bagges ägo.